# Порта на Ищар
Портата на Ищар е осмата порта към вътрешния град на Вавилон (разкопана от археолози в района на днешния Хилах, провинция Бабил, Ирак). Построена е ок. 569 г. пр.н.е. по заповед на цар Навуходоносор II като част от укрепленията от северната страна на града. Към нея води оградената с грандиозни украсени стени Улица на процесиите.
Оригиналната структура е била двойна порта с по-малка предна врата и по-голяма и по-грандиозна втора задна част. Стените са облицовани с керамични тухли, оцветени предимно в синьо, украсени с равномерно изобразени животни и божества (също съставени от цветни тухли) в барелеф. Портата е висока 15 метра, а оригиналните основи навлизат още 14 метра в земята.
Германският археолог Роберт Колдевей ръководи разкопките на обекта от 1904 до 1914 г. и изнася находките в Германия. След края на Първата световна война през 1918 г. по-малката предна порта е реконструирана в Пергамския музей в Берлин.
Панели от фасадата на портата са експонирани в много други музеи по света.
Фасадата на иракското посолство в Пекин, Китай, включва реплика на портата на Ищар. Фасадата на иракското посолство в Аман, Йордания, също наподобява портата на Ищар.

## История
Цар Навуходоносор II царува от 604 до 562 г. пр.н.е., разцветът на Нововавилонското царство. Той е известен като библейския завоевател, превзел Йерусалим. Той заповядва изграждането на портата и я посвещава на вавилонската богиня Ищар. Портата е построена от глазирани глинени тухли и украсена с редуващи се редове от барелефи (дракони, бикове и лъвове), символизиращи съответно боговете Мардук, Адад и Ищар.
Покривът и вратите на портата са били направени от кедър, според надписа за посвещение. Тухлите в портата са покрити със синя глазура, която наподобява лапис лазули, тъмносин полускъпоценен камък, почитан в древността. Те вероятно са придавали на фасадата блясък като на бижу. През портата минавала Улицата на процесиите, обградена със стени, украсени с изображения на около 120 лъва, бикове, дракони и цветя върху жълти и черни глазирани тухли. По време на празненствата на Нова година статуите на божествата били пренасяни през портата и нататък по Улицата на процесиите.
След края на вавилонската империя към края на VI век пр.н.е. градът постепенно се разрушава и от портата остават само фрагменти, разкрити по-късно при археологическите разкопки.

## Описание
Челната фасада на портата е украсена с повтарящи се барелефи на свещените животни, символизиращи двама от основните богове на вавилонския пантеон. Мардук, националният върховен бог, има за символ своя слуга дракон (Mušḫuššu), изобразен с люспесто тяло на лъв и мощни нокти на задните крака и змийска глава и опашка. Мардук е смятан за защитник на доброто срещу злото и в заклинанията си вавилонците често го молят за защита.
Вторият бог, показан в украсата на релефите, е Адад (известен също като Ишкур), чието свещено животно е турът, вече изчезнал предшественик на говедото. Адад имал власт над разрушителните бури и благотворния дъжд. Дизайнът на Портата на Ищар включва също фризове с линейни контури и шарки на розетки, често разглеждани като символи на плодородието.
Тухлите от градежа са изработени от глина с фина текстура, пресована в дървени форми. Всеки от животинските релефи също е съставен от тухли, оформени чрез пресоване на глина във форми за многократна употреба. Фугите между тухлите са внимателно планирани, за да не попадат в очите на животните или други естетически неприемливи места. Тухлите са изсушени на слънце и след това изпечени веднъж преди глазиране. Глинените тухли са с кафявочервен цвят след изпичане.
Глазурите на фона са предимно в ярко синьо, което имитира цвета на високо ценения лапис лазули, докато за изображенията на животните се използват златни и кафяви глазури. Бордюрите и розетките са оцветени в черно, бяло и златно. Смята се, че за глазура е използвана дървесна пепел, смесена със силикати от пясъчник и ситни камъчета. Сместа се разтопява и охлажда многократно и след това се пулверизира. В днешно време тази смес от силициев диоксид и флюсове се нарича фрита. В окончателното оформяне на глазурата са добавяни минерали за съответния цвят, например кобалт. След това глазурата се нанася върху изпечените тухли и те се изпичат до по-висока температура.
Вероятно дървените порти и тухлите от глина, глазирани, за да изглеждат като лапис лазули, биха могли да бъдат препратка към богинята Инана, която по време на управлението на Саргон от Акад преминава в Ищар. В мита за слизането на Инана в подземния свят, Инана е описана като носеща седем облекла от лапис лазули, символизиращи нейната божествена сила. След като бива пленена от царицата на подземния свят, Инана се описва като „лапис лазули, сребро и дърво“, а два от тези материали са ключови компоненти в конструкцията на Портата на Ищар.
След изпичането на глазурата тухлите се сглобяват, като между тях остават тесни хоризонтални фуги от един до шест милиметра. След това фугите са запечатани с вискозен битум, подобен на съвременния асфалт. Портата Ищар е само един елемент от древен Вавилон, който включва също двореца, храмовете, градините, цитадела, крепостни стени с други порти и Улицата на процесиите. Пищният град е бил украсен с над 15 милиона печени тухли, според някои оценки.
Има три основни входа към Портата на Ищар: централният вход, който съдържа вратите (два комплекта двойни врати, за структура на четири врати) и врати, фланкиращи главния вход отляво и отдясно, като и двете повтарят характерната двойна конструкция. Идеята за защита на града е отразена чрез назъбени контрафорси от двете страни на портата.

### Улица на процесиите
Веднъж в годината през Портата на Ищар и Улицата на процесиите преминавало шествие, част от религиозен фестивал по повод началото на селскостопанската година. Ритуалите около този празник продължавали дванадесет дни. Празненствата за Нова година започвали веднага след жътвата на ечемика, по време на пролетното равноденствие. Това е първият ден от древния месец „нисан“, еквивалентен на днешната дата 20 или 21 март. Целта на новогодишния празник е да се потвърди върховенството на Мардук и неговия представител на Земята, царят, и да се благодари за плодородието на земята.
Улицата на процесиите е била павирана с големи каменни блокове, поставени в легло от битум и е била широка на някои места до 20 m. Тази улица минавала от Ефрат през района на храма и дворците до портата на Ищар. Тя е с дължина от над 800 метра и обградена със стени с релефни изображения на свещени животни: лъв, символ на Ищар, богинята на войната, дракон – на Мардук, върховния бог, и бик – на Адад, бога на бурята. Почитана като Господарката на небето, Ищар е покровителка на управляващите династии и техните армии. Нейни символи са звездата и лъвът. Изобразявана е с лък на колесница с впрегнати седем лъва.
Двете стени на Улицата на процесиите са украсени с фризове с шестдесет свирепи лъва, символи на Ищар, които не са еднакви, а с вариации в цвета на козината и гривите. От източната страна те са пристъпили с левия крак напред, а от западната страна – с десния крак напред. Всеки лъв е съставен от четиридесет и шест формовани тухли в единадесет реда. Фонът е от сини емайлирани плочки, а в най-долната част на стената има оранжева рамка. С бяло тяло и жълта грива, лъвът на Ищар е въплъщение на ярък натурализъм, който допълнително засилва ефекта на вавилонската Улица на процесиите.

### Надпис на Навуходоносор II
Надписът на портата Ищар е написан на акадски клинопис върху бели и сини глазирани тухли и е посвещение от Навуходоносор, за да обясни целта на портата. На стената на портата на Ищар надписът е висок 15 метра и широк 10 метра и включва 60 реда на писане. Надписът е създаден приблизително по същото време като изграждането на портата, около 605 – 562 г. пр.н.е.

Надпис (примерен превод от английски):
Навуходоносор, кралят на Вавилон, благочестивият принц, назначен по волята на Мардук, най-висшият жречески принц, възлюбен на Набу, с благоразумно разсъждение, който се е научил да прегръща мъдростта, който проумява Тяхното (Мардук и Набу) богоугодно същество и отдава благоговение на тяхно величество, неуморният управител, който винаги има в сърцето си грижата за култа към Есагила и Езида и е постоянно загрижен за благополучието на Вавилон и Борсипа, мъдрият, смирен, пазачът на Есагила и Езида, първородният син на Набополасар, кралят на Вавилон, съм аз.
И двата входа на портите на (градските стени) Имгур-Елил и Немети-Елил след запълването на улицата от Вавилон стават все по-ниски. (Затова) съборих тези порти и положих основите им на водната маса с асфалт и тухли и ги направих от тухли със син камък, върху който бяха изобразени чудесни бикове и дракони. Покрих покривите им, като положих над тях величествени кедри. Поставих врати от кедрово дърво, украсени с бронз на всички отвори на портите. Поставих диви бикове и свирепи дракони в портите и така ги украсих с луксозен блясък, така че човечеството да може да ги гледа с почуда.

Оставих храма на Esiskursiskur, най-високата празнична къща на Мардук, господаря на боговете, място за радост и ликуване за главните и второстепенни божества, да бъде построен здрав като планина в околностите на Вавилон от асфалт и изпечени тухли.

## Разкопки и експониране
Реконструкция на портата на Ищар и Улицата на процесиите е изградена в музея Пергамон в Берлин от оригиналните материали, изкопани от Роберт Колдевей. Включва плочата с надписи. Размерите са 14 m височина и 30 m широчина. Разкопките продължават от 1902 до 1914 г. и през това време са разкрити 14 m от основата на портата.
Клодиус Рич, британски жител на Багдад и аматьор историк, прави лично проучване на Вавилон, защото го интригува. Действайки като учен и събирайки полеви данни, той е решен да открие чудесата на древния свят. Топографските записи на Рич за руините във Вавилон са публикувани за първи път през 1815 г. и препечатани в Англия не по-малко от три пъти. Рич и повечето други посетители от XIX век смятат, че една конкретна могила във Вавилон е царският дворец и това в крайна сметка се потвърждава от разкопките на Робърт Колдевей, който открива два двореца на цар Навуходоносор и портата на Ищар. Робърт Колдевей е успешен германски археолог, работил преди това за Кралския музей в Берлин, извършвайки разкопки в Сургул (древна Нина) и Ал-хиба (древен Лагаш) през 1887 г. Участието на Колдевей в разкопките на Вавилон започва през 1899 г.
Методът, който избират британците, е прокопаването на тунели и дълбоки траншеи, което обаче уврежда архитектурата от кирпичени тухли в основата. Вместо това екипът по разкопките решава да се съсредоточи върху плочите и други артефакти, вместо да изследва рушащите се сгради. Въпреки разрушителния характер на използваната археология, записването на данните е значително по-задълбочено, отколкото при предишни разкопки в Месопотамия. Валтер Андрае (Walter Andrae), един от многото помощници на Колдевей, е архитект и чертожник, първият изобразил Вавилон. Неговият принос е документирането и реконструкцията на Вавилон, а по-късно и контрабандата на останките от Ирак в Германия. На мястото е построен малък музей, а Андрае е първият директор на музея.
Тъй като Германското ориенталско дружество е осигурило голямо финансиране за проекта, участващите германски археолози смятат, че трябва да оправдаят разходите, като контрабандират голяма част от материала обратно в Германия. Например от 120 фризове с лъвове по протежение на Улицата на процесиите, германците са взели 118. Андрае играе ключова роля в това начинание, използвайки силните връзки, които е създал с офицери от германското разузнаване и с местните иракски племенни шейхове. Керамичните части на Портата са разглобени според сложна система за номериране и след това опаковани в слама в бъчви с въглища, за да бъдат прикрити. След това тези бъчви са транспортирани надолу по река Ефрат до Шат ал-Араб, където са натоварени на немски кораби и закарани в Берлин.
Възстановяването на вавилонската порта на Ищар и Улицата на процесиите в Берлин е една от най-сложните архитектурни реконструкции в историята на археологията. Стотици сандъци с глазирани тухлени фрагменти са внимателно почистени и след това сглобени. Оригиналите са комбинирани с нови тухли, изпечени в специално проектирана промишлена пещ за да се пресъздаде точния цвят и покритие. Портата е била двойна; частта, която днес е показана в Пергамския музей, е по-малката, предна част. По-голямата задна част е твърде голяма, за да се вмести в сградата на музея; съхранява се на склад.
Части от портата и животни от Улицата на процесиите са притежание на различни други музеи по света. Само четири музея се сдобиват с дракони, докато лъвове са изложени в няколко музея. Истанбулският археологически музей притежава лъвове, дракони и бикове. Ny Carlsberg Glyptotek в Копенхаген, Дания, има един лъв, един дракон и един бик. В Института по изкуства в Детройт е експониран дракон. Музеят Röhsska в Гьотеборг, Швеция, има един дракон и един лъв; Лувърът, Държавният музей на египетското изкуство в Мюнхен, Художествено-историческият музей във Виена, Кралският музей на Онтарио в Торонто, Музеят на изкуствата Метрополитън в Ню Йорк, Ориенталският институт в Чикаго, Музеят на училището по дизайн на Роуд Айлънд, Музеят по изящни изкуства в Бостън и Художествената галерия на Йейлския университет в Ню Хейвън, Кънектикът, имат лъвове.
Репродукция на портата в по-малък размер е построена в Ирак при Саддам Хюсеин като вход към музей, който не е завършен. Заедно с реставрирания дворец през 1987 г. е завършена и портата. Конструкцията е изработена с подражаване на техниките, използвани за оригиналната порта. Тази репликае повредена след войната в Ирак (вижте Вавилон).

## Спор и опит за репатриране
Придобиването на портата Ищар от Пергамския музей е заобиколено от спорове, тъй като портата е била разкопана като част от Вавилон и незабавно тайно изпратена в Берлин, където остава и до днес. Правителството на Ирак е отправяло петиции до германското правителство за връщане на портата много пъти, особено през 2002 г., както и през 2009 г. Портата на Ищар често се използва като пример в дебата относно репатрирането на културни артефакти в страни, засегнати от война и къде тези образци на материалната култура са в по-безопасна среда, за да бъдат запазени. Дискусията в случая с портата на Ищар касае нейната безопасност по време на войната в Ирак и след нея и дали портата би била по-запазена, оставайки в Пергамския музей, където през Втората световна война е била повредена от бомбардировките.

## Галерия
- Представата на Робърт Колдуей за това как би изглеждала една завършена и реконструирана Порта на Ищар
- Улицата на процесиите, реконструирана в Пергамския музей, Берлин
- Турове и мушушуси от портата в Археологическия музей в Истанбул
- Месопотамски лъвове и цветя украсяват Улицата на процесиите.
- Един от крачещите лъвове от Улицата на процесиите
- Реплика на портата на Ищар във Вавилон през 2004 г., много по-малка от оригинала
- Дракон в музея в Истанбул
- Дракон Mušḫuššu в Истанбул, музей на Древния Изток
- Лъв в Истанбул, музей на Древния Изток
- Бик в Истанбул, музей на Древния Изток